# Vivian Woodward
Vivian John Woodward (Londres, 3 de junho de 1879 – Ealing, 31 de janeiro de 1954) foi um antigo futebolista inglês, bicampeão olímpico pela Seleção Britânica de Futebol em 1908 e 1912.

## Carreira
Foi o capitão da equipe olímpica nas duas oportunidades. Em 1909, quebrou um recorde que dura até hoje: Com 25 gols, ganhou o status de maior goleador em jogos internacionais numa temporada, segundo a Federação Internacional de História e Estatísticas do Futebol a (IFFHS). A lista prossegue com Lionel Messi, que é o maior goleador internacional de 2012, com 23 gols, e Neymar, com 21 gols.
Além de jogar pelo pequeno Clacton Town, clube onde iniciou e encerrou a carreira em 1895 e 1920, respectivamente, Woodward também defendeu o Tottenham e o Chelsea.
Durante a Primeira Guerra Mundial, interrompeu sua carreira para servir o Exército Britânico.